# Backflip

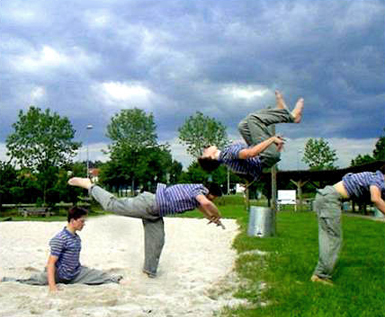
Fotomontage eines Backflips mit Landung im Spagat

Der Backflip ist ein Rückwärts-Salto, der zu den Grundlagen vieler Sportarten mit akrobatischem Hintergrund gehört, vor allem Freestyle-Sportarten wie Skateboarden, Extreme Martial Arts, Snowboarden, Motocross, BMX und Free Running. Um einen Backflip auszuführen, springt man in die Luft und dreht sich 360° um die horizontale Achse, um dann wieder auf den Füßen zu landen.
Das Gegenstück zum Backflip ist der Frontflip.